# 柳亭市松
柳亭 市松（りゅうてい いちまつ、1991年2月27日 - ）は落語協会所属の落語家。本名∶佐野  太志。出囃子は『武田節』。

## 経歴
2009年3月、山梨県立身延高等学校卒業。2013年3月、関東学院大学法学部卒業。2016年3月、関東学院大学法科大学院を中途退学。
2017年7月に四代目柳亭市馬に入門、見習いとなり「市松」を名乗る。2018年9月1日に春風亭だいなも、三遊亭ごはんつぶと共に楽屋入り、前座となる。
2023年2月中席より、古今亭菊正、金原亭杏寿と共に二ツ目に昇進。

## 芸歴
- 2017年7月 - 四代目柳亭市馬に入門。
- 2018年9月 - 前座となる、前座名「市松」。
- 2023年2月 - 二ツ目昇進。